# Reichstag
La Dieta (Tag), nell'antico diritto dei germani, era la riunione del popolo, originariamente atta soprattutto all'elezione del sovrano. Nel Sacro Romano Impero il Reichstag (Dieta imperiale) era un'assemblea che riuniva il sovrano (re o imperatore) e i maggiori principi dell'Impero, con compiti di carattere prevalentemente legislativo, anche se nella struttura costituzionale del Medioevo non esisteva una separazione tra poteri analoga alla nostra, dato che il potere era diviso secondo criteri differenti: infatti, le diete agivano anche come organi giurisdizionali ed esecutivi.
Anche le assemblee dei delegati dei cantoni svizzeri della Vecchia Confederazione prendevano il nome di Dieta federale (in tedesco Tagsatzung, in francese diète), fino al 1848.

## Etimologia

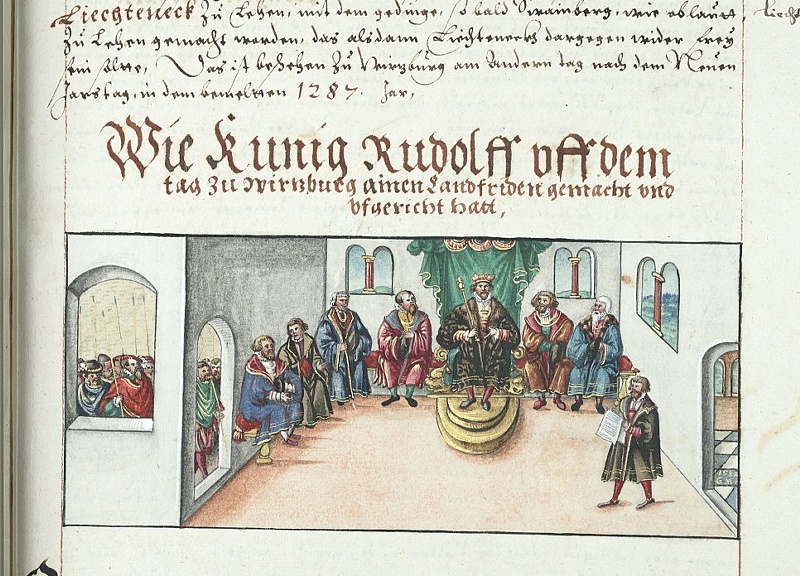
Wie Kunig Rudolff vff dem tag Zu Wirtzburg ainen Landfriden gemacht vnd vfgericht hatt (Come Re Rodolfo I d'Asburgo nella dieta di Würzburg abbia fatto e stabilito un Landfrieden). Rappresentazione di una dieta - cronaca della diocesi di Würzburg, XIII secolo

L'origine del termine è latina: proviene dal tardo latino dieta, come «giorno stabilito per l'assemblea», a sua volta proveniente quindi dal latino dies, cioè "giorno".

## Tipologia
Si distingue tra:
- "dieta reale" o "di corte" (ted. Hoftag) di carattere maggiormente informale, destinata ad affrontare questioni contingenti.
- "dieta imperiale" (ted. Reichstag), con norme procedurali maggiormente definite e per questioni che riguardavano l'impero nel suo complesso.
- "dieta regionale" (ted. Landtag), limitata ad una sola signoria o regione.

## Dieta di corte
Per dieta reale s'intendono le riunioni informali dell'imperatore con alcuni grandi dell'impero. L'uso di riunirsi a corte per assistere il sovrano nel prendere decisioni si sviluppa dall'obbligo feudale di assistere il re con azioni e consigli. Queste riunioni vengono denominate in maniere diverse: parlamentum, conventus, colloquium, curia, curia regis. Per sottolinearne l'importanza venivano talvolta accompagnate dall'aggettivo magnus o solemnis. Queste riunioni differivano dalle normali consultazioni che avvenivano a corte solamente per la presenza di personaggi invitati appositamente, che potevano essere principi, nobili, alti prelati, ma anche rappresentanti di stati esteri. A partire dal secolo XIII a tali diete vennero invitati anche i rappresentanti delle città libere dell'Impero. Le diete erano organizzate secondo l'etichetta di corte, e si riferivano unicamente alla persona del re (e non all'impero nel suo complesso).
Il re poteva decidere liberamente quando convocare una dieta e chi dovesse farne parte. È più difficile invece individuare i casi in cui i principi avevano un compito semplicemente consultivo da quelli in cui il loro consenso era vincolante per la validità delle decisioni prese. In ogni caso, dal dovere di consigliare il re, si sviluppò ben presto il diritto dei principi di venir consultati in caso di particolari decisioni che riguardavano l'impero, per esempio in caso di guerra. In ogni caso restava per lo più alla discrezionalità del re decidere quando chiedere consiglio, e quando ricercare il consenso dei principi: non si trattava di una partecipazione istituzionalizzata al potere regio da parte dei principi.
Le fonti medievali che riguardano decisioni politiche importanti, o disposizioni sul patrimonio imperiale sottolineano che tali decisioni sono state prese con il "consiglio" e il "consenso" dei principi. In tali documenti questi due termini erano sinonimi per quanto riguarda la validità dei documenti: qualora un principe non fosse stato invitato, o fosse di avviso diverso dal re, non si riteneva vincolato dalle decisioni della dieta.
Dopo l'interregno (il periodo tra la fine del regno di Corrado IV, 1254, e l'elezione di Rodolfo I, 1273) l'importanza dei principi dell'impero aumentò, poiché divenne necessaria la loro accettazione formale ai decreti reali sulle questioni imperiali, attraverso le cosiddette "lettere di consenso" (in tedesco Willebriefe). Ma anche in questo caso non si riscontra alcun obbligo del sovrano di ottenere tali Willenbriefe per la validità dei propri decreti.
Dalla fine del XIV secolo il sovrano si occupò sempre più dei propri territori dinastici, e per questo acquistarono un'importanza sempre maggiore le "diete senza re", nelle quali i grandi dell'impero si riunivano senza una precisa iniziativa reale. Fu da queste "diete senza re" che, alla fine del XV secolo, si sviluppò la Dieta imperiale.

## Dieta imperiale

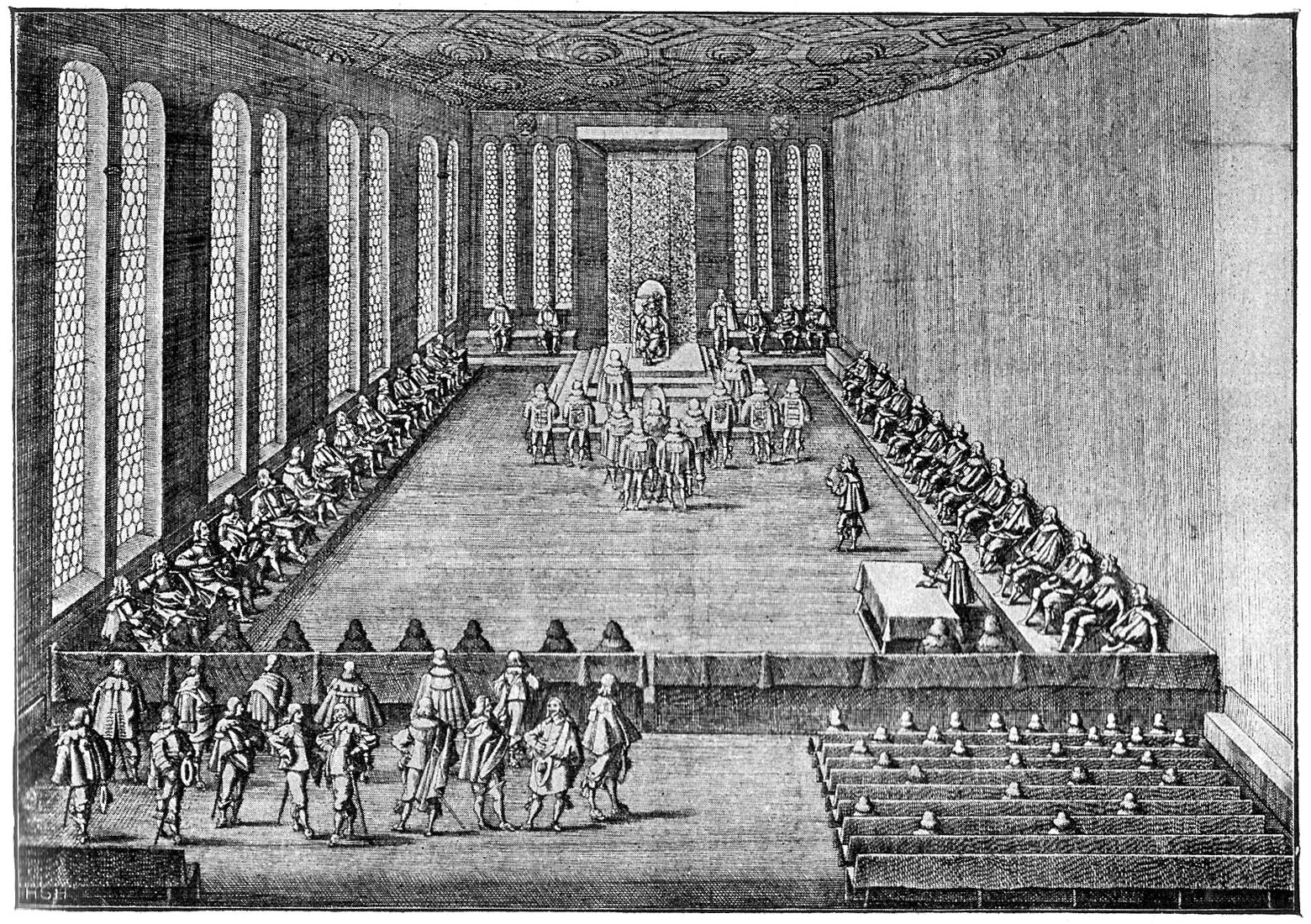
Seduta della dieta imperiale a Ratisbona, 1640 (da un'incisione di Matthäus Merian)

Il termine Dieta imperiale (Reichstag) si riferisce in origine all'assemblea degli ordini del Sacro Romano Impero. Queste assemblee cominciarono ad essere convocate, accanto alle più informali diete reali, nel XII secolo, e divennero parte integrante della costituzione dell'impero nel 1495, con un trattato tra l'imperatore e i rappresentanti degli stati.
La dieta imperiale venne convocata, a intervalli irregolari, in una città vescovile o imperiale, e offriva agli stati un contrappeso all'autorità centrale degli imperatori. Venuto meno il potere imperiale, la figura dell'imperatore venne declassata ad una sorta di presidente della Dieta (Primus inter Pares), come organo esecutivo delle decisioni deliberate al Reichstag, divenuto l'organo supremo legiferante dell'impero.

### Composizione e organizzazione
Dal 1489 la Dieta imperiale comprendeva tre collegi che costituivano il Reichstag:
1. Collegio dei Principi elettori: presieduto dall'Arcivescovo di Magonza. I Principi Elettori, come stabilito dalla Bolla d'oro del 1356, erano sette (Magonza, Treviri, Colonia, Brandeburgo, Sassonia, Palatinato, Boemia), numero che, ridotto, ritornò ad otto con la pace di Vestfalia (riammettendo l'elettorato del Palatinato accanto a quello bavarese) ed a nove nel 1692 (Hannover e riammissione della Boemia fino al 1780). Nel 1777 due principati elettorali vennero unificati (Palatinato e Baviera), ed il numero dei principi elettori tornò ad otto. Dopo il 1780 con l'abolizione della Boemia tornò a sette. Nel 1803 poco prima della soppressione dell'impero furono proposti come elettori il Baden, il Württemberg, l'Assia e il Meclemburgo.
2. Collegio dei principi: tutti gli altri principi, anche ecclesiastici, presieduto talvolta dall'arcivescovo di Salisburgo, talvolta dall'arciduca d'Austria. Comprendeva, nel 1792, 100 seggi con relativi voti, divisi in due "banchi", uno di 37 membri e voti per i principati ecclesiastici, l'altro (63 membri e voti) per i principati secolari distinti in due sottocollegi dei principi e dei conti e signori. Quest'ultimo avente solo 4 voti collettivi (Kuriatstimmen) per i conti della Wetterau, Vestfalia, Franconia, Svevia.
3. Collegio delle città libere ed imperiali: collegio ammesso al voto solo dal 1648 e presieduto dai deputati della città di Ratisbona, quale sede del Reichstag; comprendeva 51 città, aventi diritto a due voti collegiali divisi in un "banco renano" per le città imperiali della Germania settentrionale e centrale ed un "banco svevo" per le città della Germania meridionale, a loro volta distinte per fede religiosa (cattolica, luterana e paritarie). I due banchi avevano appunto solo un voto collettivo ciascuno (Kuriatstimmen).

Solamente l'imperatore aveva il potere di convocare la Dieta, ma, a partire dalla capitulatio cesarea di Carlo V (1519), il sovrano doveva richiedere l'autorizzazione ai Principi elettori per la convocazione. L'imperatore manteneva altresì il diritto di stabilire l'ordine del giorno, anche se in realtà non poteva influire più di tanto sugli argomenti in discussione. La Dieta era presieduta dall'arcivescovo di Magonza, primo Grande Elettore e decano dell'assemblea, il quale presiedeva anche il Collegio dei Grandi Principi elettori. Il Consiglio dei Principi veniva presieduto a turno dal duca d'Austria e dall'arcivescovo di Salisburgo, mentre la presidenza del Collegio delle città imperiali era affidata alla città nella quale, volta per volta, la Dieta si svolgeva.
Poiché dal 1663 la "Dieta perpetua" non poteva essere conclusa, formalmente non era nemmeno possibile ratificare le decisioni prese attraverso un "recessus imperii" (vedi sopra), e per questo essi venivano emanati da parte del Prinzipalkommissar, il rappresentante dell'imperatore presso la Dieta, nella forma di un "Decreto della Commissione Imperiale".
La Dieta deliberava su una grande varietà di temi, per i quali era necessario raggiungere un consenso tra l'imperatore e i rappresentanti degli stati principeschi, potendo votare le città dopo che i due ordini di principi (ecclesiastici e secolari) avevano raggiunto il voto di maggioranza. La competenza della dieta si estendeva sulla struttura del governo, e sulle questioni amministrative, giurisdizionali e militari che riguardavano l'impero nel suo insieme. Venivano poi discussi i problemi legati al mantenimento e alla proclamazione dei Landfrieden, cioè la regolamentazione della pacifica convivenza tra diverse confessioni religiose, le dichiarazioni di guerra e i trattati di pace, il finanziamento delle istituzioni imperiali, oltre all'impostazione dell'economia nell'impero.
Il processo decisionale era molto lungo e complesso: ogni ordine prendeva una decisione, tramite una votazione per la quale poteva valere sia il principio di maggioranza che quello dell'unanimità. L'espressione del voto poi era disciplinato da una complessa regolamentazione: non solo era seguito un rigido ordine di precedenze dei corpi elettorali (Grandi Elettori, Principi ecclesiastici e laici alternati, principi abati, conti e signori sovrani, Città libere), ma anche in base ai principi ecclesiastici (Banco ecclesiastico) su quelli laici (Banco secolare), secondo criteri di fede religiosa (Corpo cattolico e Corpo luterano), secondo se era individuale, ereditario o personale, collettivo (per i due banchi di Prelati, i quattro banchi dei Conti, i feudi in condominio, i due banchi delle Città imperiali). Si cercava poi di elaborare una decisione comune, da sottoporre all'imperatore. Le proposte del collegio dei principi elettori e quelle del collegio dei principi avevano un peso determinante, mentre il voto del collegio delle città aveva un'importanza secondaria, e spesso non veniva nemmeno preso in considerazione. Le contrattazioni avvenivano al di fuori dei collegi, e spesso, per esse, valeva il principio del voto a maggioranza, a differenza della seduta plenaria, nella quale valeva il principio dell'unanimità.
Per via della sempre maggiore complessità dei processi decisionali si tentò di facilitare le decisioni ricorrendo a diverse commissioni, alle quali partecipavano generalmente degli esperti in rappresentanza degli stati dell'impero. Fu così che, a partire dal secolo XVI, si sviluppò un'élite di esperti e politici specializzati in questo tipo di trattative.

### Procedura di voto
Le votazioni durante le diete non seguivano il principio di maggioranza. In genere avvenivano per curie, ovvero dapprima ci si accordava all'interno di ciascun stato (applicando, in genere, il principio di maggioranza), e quindi ogni stato esprimeva un voto. Le diete regionali, generalmente, deliberavano quando era stata raggiunta l'unanimità nei voti delle curie. Solo raramente venne applicato il principio di maggioranza. In taluni territori però era sufficiente il voto della maggioranza delle curie, purché di questa maggioranza facesse parte il primo stato (generalmente il clero o l'alta nobiltà). In alcune regioni era ammesso anche il voto personale, e non legato alla curia, di alcuni esponenti particolarmente potenti degli stati.
Per essere ammessi al seggio ed al voto nel Consiglio dei Principi del Reichstag (Reichsstandschaft) occorreva l'accesso allo status di stato immediato (Reichsstand); l'accesso era condizionato da precisi requisiti, poi disciplinati nella "Capitolazione" del 1653:
- il possesso di un feudo imperiale immediato (Reichsunmittelbarkeit);
- la sovranità diretta (Landeshoheit) sul feudo che deve appartenere ad uno dei 10 circoli imperiali, sovranità piena manifestata con il mantenimento di un esercito, l'amministrazione della giustizia, la riscossione delle tasse, l'uso di una propria moneta;
- il possesso di un adeguato tenore di vita per sé e per la propria famiglia, supportato da elevate entrate di censo che assicurassero la costituzione e il mantenimento di una propria corte e di un apparato burocratico statale, nonché il versamento della tassa matricola per il mantenimento dell'esercito imperiale, anche con l'invio di propri contingenti militari;
- il consenso di partecipare alla Dieta da parte dei Grandi Elettori e degli altri Principi. L'esempio più evidente fu la mancata ammissione dei nuovi elettorati di Boemia e di Hannover per alcuni anni, nonostante l'ufficiale approvazione dell'imperatore.

Tuttavia a questi criteri generali se ne potevano aggiungere altri che spesso ne vanificavano il valore assoluto. Infatti, vi furono principi e conti che furono ammessi al voto anche senza il possesso di feudi immediati (i principi Thurn und Taxis o i conti von Harrach, gli abati di St. Blasien). Anche il concetto di sovranità ebbe una variegata tipologia che poteva contemplare anche uno status di semi-sovranità, delegando l'esercizio dei poteri statali ad altri sovrani, o ipotecando il proprio stato ad altri (come nel caso della contea di Bentheim nel 1753 a favore dell'Hannover). Neppure il versamento della tassa matricola all'erario imperiale era un criterio sicuro di ammissione al voto: alcuni principi, come nel caso dei Savoia, per continuando a detenere il diritto al voto non lo esercitavano più da tempo e si rifiutavano, non solo di versare la matricola, ma anche di riconoscere l'imperatore come loro supremo signore. Viceversa vi furono casi in cui alcuni feudi, oggetto di contestazioni, si vedevano pagare la matricola da altri principi che ne rivendicavano la titolarità o soggetti che pur non facendo più parte della compagine imperiale continuavano a versarla per fedeltà all'impero (come nel caso della ex- città imperiale di Haguenau, passata sotto la sovranità francese).
Gli stati aventi diritto di voto erano circa 300, governati da circa 25 famiglie principesche e da circa 80 di conti e signori per un totale di circa 108 voti espressi.
Le votazioni erano sempre aperte da un rappresentante dell'elettore di Magonza che invitava il deputato dell'elettore di Treviri ad esprimere per primo il voto e così via secondo un rigido criterio di precedenze. I voti si alternavano tra esponenti del banco ecclesiastico e quelli appartenenti al banco secolare e nel loro interno sulla base della fede religiosa (cattolica o luterana). Le città imperiali potevano dare il voto solo dopo che si erano espressi i principi.

## Dieta regionale
Le assemblee degli stati venivano tenute anche nelle singole signorie (Landtag) e dopo la Riforma imperiale, anche a livello di Circolo imperiale. Si diffusero principalmente a partire dal XIV secolo.

### Diete di circolo
Ogni circolo imperiale aveva una propria cancelleria e assieme ad essa il parlamento provinciale (in tedesco Kreistag). A seconda del tipo di feudo poteva accadere che alcuni fossero ammessi nelle diete dei circoli ma non venissero riconosciuti titolari di voto al Reichstag.
Tra le città sedi delle diete di circolo si ricordano Aquisgrana per il circolo imperiale del Basso Reno-Vestfalia, Rothenburg ob der Tauber per il circolo della Franconia e Ratisbona per il Circolo Bavarese, già sede del Reichstag.
Offenburg fu invece sede del circolo equestre dell'Ortenau. Particolarmente famose ed attive erano le Diete del circolo svevo e quelle della Franconia che, benché le loro decisioni fossero ininfluenti per il Reichstag, erano ben organizzate e ricche di iniziative.

### Composizione
Come nelle assemblee degli stati comuni in tutta Europa, erano solitamente tre le categorie rappresentate: il terzo stato (tramite le città), il clero e la nobiltà. Tuttavia quest'ultima spesso era divisa tra la bassa nobiltà dei Cavalieri (ritter in tedesco) e l'alta nobiltà (i Signori). Oltre la nobiltà era presente l'alto clero, sia che si trattasse di vescovi che di monasteri e ordini regolari. Successivamente anche le città acquisirono il diritto di rappresentanza presso il Landtag. Più raramente questo avveniva per i comuni e i territori rurali (per esempio le valli e i tribunali in Tirolo).
Ogni rappresentanza, all'interno delle diete regionali, formava una curia, mentre il principe non faceva parte di alcun stato. L'insieme degli stati rappresentati nella dieta veniva chiamato Landschaft ("paese", "regione").
I rappresentanti degli stati nelle diete non venivano eletti dalla popolazione. La rappresentanza di un ceto presso la dieta era un privilegio derivante dal diritto feudale, e poteva essere esercitata dal proprietario di un fondo, oppure da coloro che esercitavano un ufficio (per esempio per gli abati dei conventi). Gli inviati delle città venivano spesso indicati dal consiglio municipale, senza procedure elettive definite.
Ovviamente la partecipazione delle singole entità alle assemblee variava nel corso del tempo per decisioni imposte dal sovrano o mutazioni territoriali o acquisizioni ed esclusioni dalla partecipazione di singoli signori, prelati e città. 

### Particolarità regionali
Nei Paesi Bassi le assemblee degli stati riuscirono gradualmente a porsi al vertice del potere, emarginando l'autorità dei principi e dell'imperatore. Qui gli stati si identificavano con le provincie del paese, mentre in Svizzera lo stesso avveniva con i cantoni. Clero e nobiltà non avevano rappresentanza in quanto stati.
| Composizione delle diete regionali in diverse aree dell'Impero | Composizione delle diete regionali in diverse aree dell'Impero | Composizione delle diete regionali in diverse aree dell'Impero | Composizione delle diete regionali in diverse aree dell'Impero | Composizione delle diete regionali in diverse aree dell'Impero | Composizione delle diete regionali in diverse aree dell'Impero |
| -------------------------------------------------------------- | -------------------------------------------------------------- | -------------------------------------------------------------- | -------------------------------------------------------------- | -------------------------------------------------------------- | -------------------------------------------------------------- |
| Area                                                           | Stati                                                          | Stati                                                          | Stati                                                          | Stati                                                          | Annotazioni                                                    |
| Boemia                                                         | Signori                                                        | Cavalieri                                                      | Città                                                          | Città                                                          | dopo le guerre hussite il clero non esisteva più come stato    |
| Moravia                                                        | Signori                                                        | Cavalieri                                                      | Città                                                          | Città                                                          | all'assemblea partecipava anche il vescovo di Olmütz           |
| Tirolo                                                         | Nobiltà                                                        | Clero                                                          | Città                                                          | Contadini                                                      | i contadini erano rappresentati tramite i tribunali di valle   |